# ما هفت خواهر بودیم
ما هفت خواهر بودیم (ایتالیایی: Eravamo sette sorelle) یک فیلم کمدی رمانتیک است که در سال ۱۹۳۹ منتشر شد.

## بازیگران
- النا آلتیری
- گولی‌یلمو بارنابو
- پائولا باربارا
- نینو بزوتسی
- گرتا گوندا
- آملیا کلینی
- نینی گوردینی چروی
- آنا ماریا دوسنا
- پینا رنتسی
- سرجو توفانو
- آنتونیو گاندوزیو
- نیکلا مالداچئا
- کارلو میکلوتسی
- گولیلمو سیناتس